# 外團體同質性
外團體同質性是指外團體成員比內團體成员更類似的感覺，例如「他们都很像，而我们很多元」。感知者傾向於根據成員的核心趨勢或典型屬性來形成對團體成員多樣性或變化程度的印象。因此，外團體的刻板印象判断被高估，造成刻板印象被过度概括。术语“外群体同质性效应”、“外群体同质性偏差”或“相对外群体同质性”通常与“外群体同质性”不同，應該予以區別，后者指的是客觀上的外群体低变异性，與內團體的觀點無關。
外群体同质性效应有时称为“外群体同质性偏差”。该叫法暗示社会心理学领域中存在更广泛的元理論爭議。争论的焦点是对内群体和外群体同质性的强化认知的有效性，其中一些研究人员将同质效应视为认知偏误的例子，而另一些研究人员则将这种效应视为正常且通常是适应性社会认知的例子。
外團體同質性效應是檢驗感知的群體變異性的更大研究領域的一部分。該領域包括團體內同質性效應以及團體外同質性效應，還涉及與團體內/外成員資格無關的感知群體變異性效應，例如與權力、群體的狀態和規模相關的效應。研究者在政治、種族、年齡和性別等等各種不同的社會群體中都發現了外群體同質效應，並注意到這種效應對刻板印象的影響。

## 經驗證據
一项研究提供了該現象的一個案例：研究人员要求90名女生联谊会成员判断她們自己和另2个團體的內部相似度。结果发现，每个参与者都认为自己的联谊会成员比其他团体的成员更加不同。

### 基於種族的調查
一项实验中，研究人员发现其他种族的不同個人确实看起来比本种族的成员更相似。在給白人学生看了一些白人和黑人的面孔後，他们能更准确地辨識出看過的白人面孔，卻經常錯認之前並未看過的黑人面孔。而當受试者由黑人组成时，則出现了相反的结果。

## 延伸阅读
- Mullen, Brian; Hu, Li-Tze. . Basic and Applied Social Psychology. 1989, 10 (3): 233–252. doi:10.1207/s15324834basp1003_3.
- Quattrone, G. A. Worchel, S.; Austin, W. G. , 编.  2nd. Chicago: Nelson-Hall. 1986. ISBN 0-8304-1075-9.